# Rudawkokształtne
Rudawkokształtne (Yinpterochiroptera) – podrząd ssaków z rzędu nietoperzy (Chiroptera).

## Systematyka
Do podrzędu należą następujące nadrodziny:
- Pteropodoidea J.E. Gray, 1821
- Rhinolophoidea J.E. Gray, 1825